# Vangueria monteiroi
Vangueria monteiroi är en måreväxtart som först beskrevs av Daniel Oliver, och fick sitt nu gällande namn av Henrik Lantz. Vangueria monteiroi ingår i släktet Vangueria och familjen måreväxter. Inga underarter finns listade i Catalogue of Life.